# Naturismo em Portugal
O primeiro registo histórico da prática do naturismo em Portugal terá ocorrido na década de 1920, estando associado à Sociedade Naturista Portuguesa, na qual o anarco-sindicalista José Peralta era figura de destaque. Nessa altura praticava-se já em Portugal a nudez em certas praias fluviais do interior (sem estruturas de apoio) e nas praias da Costa da Caparica. Com a implantação do regime ditatorial do Estado Novo, os movimentos naturistas foram impedidos da prática da nudez coletiva e ficaram limitados às correntes que advogavam o vegetarianismo (bastante mais antigas que as próprias correntes naturistas e as medicinas alternativas: a nudez pública era proibida e associada ao crime de "atentado ao pudor". Só depois do 25 de Abril foram retomadas ou reinstituídas as instituições ligadas ao naturismo : por exemplo, a Federação Portuguesa de Naturismo foi fundada em 1977.
Na atualidade, a prática do naturismo em espaços públicos em Portugal é regulada pela  Lei n.° 53/2010 de 20 de Dezembro ("Regime da prática do naturismo e da criação dos espaços do naturismo") 

## Locais de prática de naturismo em Portugal

### Praias
As praias oficiais de prática de naturismo (isto é, há um registo oficial e uma aprovação municipal específica que regula o naturismo) são as seguintes:
- Praia da Bela Vista - entre a Costa de Caparica e a Fonte da Telha, no concelho de Almada
- Praia da Adiça - a sul da Fonte da Telha, no concelho de Almada
- Praia do Meco - a oeste da Aldeia do Meco, entre a Lagoa de Albufeira e a Praia das Bicas, no concelho de Sesimbra
- Praia do Salto - a norte de Porto Covo, entre o Cerro da Águia e a Cerca, no concelho de Sines
- Praia dos Alteirinhos - a sul da Zambujeira do Mar, no concelho de Odemira
- Praia das Adegas	- junto à Praia de Odeceixe, no extremo norte da costa ocidental algarvia
- Ilha Deserta - no extremo sul de Portugal Continental, no concelho de Faro
- Praia do Barril - na Ilha de Tavira, entre Olhão e Tavira, com acesso por minicomboio no verão, no concelho de Tavira

### Parques de campismo
Em Portugal existem alguns parques de campismo integral ou parcialmente naturistas.